# The Legion of the Condemned
The Legion of the Condemned is een Amerikaanse oorlogsfilm uit 1928 onder regie van William A. Wellman. Destijds werd de film in Nederland uitgebracht onder de titel Het legioen der gedoemden.

## Verhaal
Vier mannen melden zich tijdens de Eerste Wereldoorlog aan bij de Franse luchtmacht. Ze trekken kaarten om te bepalen wie een levensgevaarlijke missie op zich moet nemen. Gale Price blijft er onbewogen bij, wanneer hij de hoogste kaart trekt. Tijdens zijn voorbereidingen op de missie denkt hij terug aan zijn verhouding met Christine Charteris, die wellicht spioneerde voor de Duitsers.

## Rolverdeling
| Acteur           | Personage           |
| ---------------- | ------------------- |
| Gary Cooper      | Gale Price          |
| Fay Wray         | Christine Charteris |
| Barry Norton     | Byron Dashwood      |
| Lane Chandler    | Charles Holabird    |
| Francis McDonald | Gonzolo Vasquez     |
| George Voya      | Robert Montagnal    |
| Freeman Wood     | Richard de Witt     |
| E.H. Calvert     | Commandant          |
| Albert Conti     | Von Hohendorff      |
| Charlotte Bird   | Celeste             |
| Toto Guette      | Monteur             |